# 1900-as magyar atlétikai bajnokság
Az 1900-as magyar atlétikai bajnokságot – amely az 5. magyar bajnokság volt, négy versenyszámmal rendezték meg.

## Eredmények

### Férfiak
| Versenyszám | Arany                       | Arany   | Ezüst                    | Ezüst   | Bronz                  | Bronz   |
| ----------- | --------------------------- | ------- | ------------------------ | ------- | ---------------------- | ------- |
| 100 yard    | Schubert Ernő MUE           | 10,5    | Hellmich Miksa OTE       |         | Koppán Pál Magyar AC   |         |
| 1 mérföld   | Hermann Wraschtil Wiener AC | 4:54,0  | Purt Béla Magyar AC      |         |                        |         |
| távolugrás  | Alois Weinhappel Wiener AC  | 615 cm  | Pertich Kálmán Magyar AC | 599 cm  | Vargha Pál BEAC        | 598 cm  |
| súlylökés   | Crettier Rezső Magyar AC    | 12,38 m | Kerekes Zoltán DTE       | 11,38 m | Polyákovits János SZSE | 11,25 m |

### Magyar atlétikai csúcsok
- Diszkoszvetés 36,04 m Olimpiai csúcs Bauer Rezső Párizs 1900. 07.14